# Sentimento (Andrea Bocelli)
Sentimento è un album di Andrea Bocelli, accompagnato dalla London Symphony Orchestra diretta da Lorin Maazel, uscito nel 2002.

## Tracce
1. "En Aranjuez con tu amor" di Rodrigo
2. "Mattinata" di Leoncavallo
3. "Barcarolle" di Offenbach
4. "L'alba separa dalla luce l'ombra" di Tosti
5. "Sogno d'amore" di Liszt
6. "La serenata" di Tosti
7. "L'ultima canzone" di Tosti
8. "Malia" di Tosti
9. "La danza" di Rossini
10. "Ideale" di Tosti
11. "Sogno" di Tosti
12. "Plaisir d'amour" di Martini
13. "Musica proibita" di S. Gastaldon
14. "Occhi di fata" di Denza
15. "'A vucchella " di Tosti
16. "Vorrei morire!" di Tosti
17. "Vaghissima sembianza" di S. Donaudy

## Classifiche

### Classifiche settimanali
| Classifica (2001) | Posizione massima |
| ----------------- | ----------------- |
| Australia         | 17                |
| Austria           | 14                |
| Belgio (Fiandre)  | 30                |
| Belgio (Vallonia) | 42                |
| Danimarca         | 15                |
| Europa            | 12                |
| Finlandia         | 18                |
| Francia           | 33                |
| Germania          | 30                |
| Grecia            | 3                 |
| Irlanda           | 15                |
| Italia            | 11                |
| Norvegia          | 17                |
| Nuova Zelanda     | 14                |
| Paesi Bassi       | 4                 |
| Regno Unito       | 7                 |
| Repubblica Ceca   | 73                |
| Stati Uniti       | 12                |
| Svezia            | 10                |
| Svizzera          | 22                |
| Ungheria          | 4                 |

### Classifiche di fine anno
| Classifica (2002) | Posizione |
| ----------------- | --------- |
| Danimarca         | 68        |
| Paesi Bassi       | 52        |
| Regno Unito       | 43        |
| Classifica (2003) | Posizione |
| Australia         | 64        |
| Stati Uniti       | 108       |